# Gernot Jurtin
Gernot Jurtin (* 9. September 1955 in Scheifling, Steiermark; † 5. Dezember 2006 in Altenmarkt im Pongau, Salzburg) war ein österreichischer Fußballspieler. Anfang der 1980er-Jahre bildete er gemeinsam mit Božo Bakota den berühmten Angriff vom SK Sturm Graz und erreichte mit der österreichischen Nationalmannschaft bei der Weltmeisterschaft 1982 in Spanien den achten Platz.

## Leben
Nachdem seine Familie nach Judenburg übergesiedelt war, spielte Jurtin als Jugendlicher beim WSV Judenburg. Von dort kam er 1974 im Alter von 18 Jahren zum SK Sturm Graz. Auf Anhieb wurde er zum Stammspieler als linke Sturmspitze. Die blonde Mähne und das heraushängende Trikot mit der Nummer 11 waren ebenso seine Markenzeichen wie sein stets sympathisches Auftreten. Er galt als Star ohne Allüren. Gernot Jurtin spielte insgesamt 373 Pflichtspiele für Sturm Graz und brachte es auf insgesamt 119 Tore. Er war damit der erste Sturm-Spieler, der mehr als 100 Tore in der österreichischen Bundesliga erzielen konnte – erst Ivica Vastić übertrumpfte ihn mit 124 Treffern für den SK Sturm.
In der Saison 1980/81 wurde er mit 20 Treffern österreichischer Torschützenkönig und wurde mit den Grazern Vizemeister. Am 5. Juni 1981 schoss er fünf Tore zum 7:0-Sieg über den Wiener Sport-Club. Im Nationalteam kam er auf zwölf Einsätze und erzielte dabei am 17. Juni 1981 beim 5:1 (2:0) das Tor zum 5:0 in der WM-Qualifikation in Linz gegen Finnland. Jurtin gehörte bei der Fußball-Weltmeisterschaft 1982 in Spanien dem ÖFB-Teamkader an, der Platz acht erreichte; er kam im Erstspiel gegen Chile und dann noch gegen Nordirland zum Einsatz. – Ein weiterer Höhepunkt in Graz war sicherlich die Saison 1983/84, als Sturm im UEFA-Pokal mit Jurtin bis ins Viertelfinale vordrang und er beim 2:2 in Verona ein Tor erzielte. Der Stürmer beendete seine Karriere im Jahre 1987. Nach dem Karriere-Ende betrieb er in Altenmarkt ein Fachgeschäft für Reifen und Autozubehör. In der Nacht zum 6. Dezember 2006 erlag Gernot Jurtin einem Krebsleiden.

## Stationen
- SK Sturm Graz (1974–1987)

## Erfolge
- 1 × UEFA-Cup-Viertelfinale: 1984
- 1 × Österreichischer Torschützenkönig: 1981
- 1 × Österreichischer Vizemeister: 1981

- Teilnahme Weltmeisterschaft 1982: 8. Platz
- 12 Spiele und 1 Tor für die österreichische Fußballnationalmannschaft von 1979 bis 1983